# احمد خرم
احمد خرم (زاده ۱۳۲۹ اصفهان) سیاست مدار ومدیر اجرایی ایرانی است.وی در دولت محمد خاتمی وزیر راه و ترابری بوده‌است. وی ریاست سازمان نظام مهندسی ساختمان رابرعهده داشت
وی فعالیت کاری خود را از سپاه پاسداران آذربایجان شرقی آغاز کرده و بعد از آن به شورای عالی انقلاب فرهنگی رفته و در اوایل دهه شصت معاون استاندار هرمزگان و استان بوشهر بوده و سپس به سمت استانداری استان‌های هرمزگان، همدان و خوزستان انتصاب و در نهایت در دولت دوم خاتمی به سمت وزارت راه و ترابری منصوب شد.
از مهم‌ترین رویدادهای دوران وی راه اندازی فرودگاه امام خمینی پس از سه دهه بوده‌است.
وی همچنین پس از روی کار آمدن مجلس اصولگرای هفتم اولین وزیر کابینه خاتمی بود که توسط این مجلس استیضاح گردید.
وی در دوران نخست‌وزیری موسوی و ریاست جمهوری هاشمی استاندار هرمزگان و همدان نیز بوده‌است. و در دولت سید محمد خاتمی استانداری خوزستان را بر عهده داشت او اردیبهشت ۱۳۹۸ در دور هفتم به ریاست سازمان نظام مهندسی ساختمان استان تهران برگزیده شده بود. وی در دور هشتم برای دومین بار عضو هیئت مدیره سازمان نظام مهندسی ساختمان استان تهران انتخاب شد و در ۷ دی ماه ۱۳۹۸ به عنوان رئیس شورای مرکزی سازمان نظام مهندسی ساختمان کشور انتخاب شد.

## سازمان نظام مهندسی ساختمان
شنبه ۷ دی ماه ۱۳۹۸ رئیس‌جمهور در حکمی، احمد خرم را برای یک دوره سه ساله به عنوان رئیس سازمان نظام مهندسی ساختمان منصوب کرد.
در ۲۵ بهمن ماه ۱۴۰۰ درحالی که هنوز یک سال از مدت ریاست وی باقیمانده بود با حکم رستم قاسمی وزیر راه و شهرسازی وقت از کار برکنار شد و جای خود را به حمزه شکیب داد.